# Saccoloma
Saccoloma Kaulf. è un genere di piante dell'ordine Polypodiales, unico genere della famiglia Saccolomataceae Doweld.

## Descrizione
Le felci del genere Saccoloma sono piante terrestri, pantropicali. Presentano rizomi corti striscianti o eretti e un po' simili a tronchi. Le fronde sono pennate, prive di peli articolati. I sori si trovano in posizione terminale terminali sulle venature delle foglie e sono ricoperti da indusi a forma di sacchetto o coppa.

## Tassonomia
Il genere comprende le seguenti specie:
- Saccoloma acuminatum (Rosenst.) Christenh.
- Saccoloma campylurum (Kunze) Mett.
- Saccoloma catharinae Schwartsb.
- Saccoloma caudatum Copel.
- Saccoloma chartaceum G.B.Nair
- Saccoloma cicutarioides (Baker) Christenh.
- Saccoloma distans (Kaulf.) Schwartsb.
- Saccoloma domingense (Spreng.) Urb.
- Saccoloma elegans Kaulf.
- Saccoloma ferulaceum (T.Moore) R.M.Tryon & A.F.Tryon
- Saccoloma firmum (Kuhn) C.Chr.
- Saccoloma galeottii (Fée) A.Rojas
- Saccoloma henriettae (Baker) C.Chr.
- Saccoloma hieronymi Schwartsb.
- Saccoloma inaequale (Kunze) Mett.
- Saccoloma kingii (Bedd.) G.B.Nair
- Saccoloma laxum R.C.Moran & B.Øllg.
- Saccoloma matto-grossense Schwartsb.
- Saccoloma membranacea Mickel
- Saccoloma membranaceum Mickel
- Saccoloma moranii A.Rojas
- Saccoloma nigrescens (Kunze) A.Rojas
- Saccoloma quadripinnatum A.Rojas
- Saccoloma samoense (Hovenkamp & T.T.Luong) Christenh.
- Saccoloma squamosum R.C.Moran
- Saccoloma sunduei A.Rojas
- Saccoloma tenue (Brack.) Mett.
- Saccoloma trichophyllum (Copel.) G.B.Nair